# Fabio Violetti
Fabio Violetti (Pomigliano d'Arco, 1º febbraio 1974) è un ex pallanuotista italiano.

## Carriera
Inizia la carriera nelle giovanili del Centro Sportivo Quadrifoglio, dove gioca la stagione 1986/1987 di serie D conquistando a fine campionato la promozione in serie C. Nel mese di agosto 1987 si trasferisce definitivamente al Circolo Canottieri Napoli, con cui vince nel 1992 lo scudetto Juniores. L'anno seguente con la Nazionale Juniores di Pallanuoto sarà medaglia d'oro ai World Championship Juniors. L'8 ottobre 1990 esordisce in serie A1 contro il Mameli Genova scendendo in acqua durante gli ultimi minuti. L'anno seguente esordirà da titolare nella stagione 1991-1992 contro la Rari Nantes Savona e resterà saldamente tra i pali della Canottieri Napoli sino al giugno 2003. Nel 1994 viene arruolato in Marina Militare e conquisterà la medaglia d'oro ai Mondiali Militari. Nel settembre 2003 si trasferisce a titolo definitivo al Circolo Nautico Posillipo, con cui vince il campionato nella stagione 2003-2004, una LEN Champions League e una Supercoppa LEN, oltre ad essere per tre volte vicecampione d'Italia ed una volta finalista in Coppa Italia.
Dopo cinque stagioni, nel settembre 2008 passa a titolo definitivo dal Circolo Nautico Posillipo alla S.S. Lazio Nuoto di Roma rimanendoci sino al 2011. Successivamente esordirà nel campionato brasiliano nella squadra del Botafogo prima e João Pessoa dopo. Negli anni 1997 iniziano le prime convocazioni con la Nazionale Italiana di Pallanuoto fino a rimanerci in pianta stabile. Il periodo azzurro si concluderà al termine dei Giochi Olimpici di Pechino. Durante tutto questo periodo parteciperà ai tre Mondiali, tre Europei (ottenendo un argento a Budapest nel 2001) e tre World League. Nel suo palmares vanta anche due argenti ai Giochi del Mediterraneo ed una medaglia d'argento alle Universiadi. 
Vanta un singolare record, quello di aver segnato 4 goal da porta a porta contro squadre del calibro di Pescara, Real Madrid Natation, Pro Recco e Rari Nantes Florentia.
Con la Nazionale italiana vanta oltre 200 presenze.
Dal 2013 è direttore del centro Aquavion a Brusciano.

## Palmarès

### Club

#### Trofei nazionali
- Campionato italiano: 1

Posillipo: 2003-04

#### Trofei internazionali
- Eurolega: 1

Posillipo: 2004-05
- Supercoppa LEN: 1

Posillipo: 2005

### Club giovanili
- Campionato italiano Under-20: 9

Canottieri Napoli:1992-93

### Nazionale
- ARGENTO European Championship 2001 Budapest - Belgrade 2006  - Malaga 2008
- Olympic Game 2008 - Beijin
- ARGENTO Giochi del Mediterraneo|Mediterranean Games 2001 - Tunisi
- ARGENTO Giochi del Mediterraneo Mediterranean games - 2005 Almeria
- World League - New York 2003 - World cup 2006 - Budapest - Tournament - Auckland 2007
- BRONZO Copa do Brazil - Rio de Janeiro 2014 foreign player (Botafogo team)

### Nazionale giovanile
- ORO World Championship Juniores 1993 - Il Cairo  (1993)
- ORO World Championship 1994 Military -  St Petersburg (1994)
- World Championship -  Fukuoka 2001 - Montréal 2005 - Melbourne 2007
- ARGENTO Universiade Palma de Majorca 1999